# Санта Витория ин Матенано
Вижте пояснителната страница за други значения на Витория.
Санта Вито̀рия ин Матена̀но (на италиански: Santa Vittoria in Matenano) е село и община в Централна Италия, провинция Фермо, регион Марке. Разположено е на 626 m надморска височина. Населението на общината е 1442 души (към 2011 г.).
До 2004 г. общината е част от провинция Асколи Пичено, когато участва в новата провинция Фермо.